# Rödbrun karsttimalia
Rödbrun karsttimalia (Gypsophila calcicola) är en fågelart i familjen marktimalior inom ordningen tättingar. Den har ett mycket litet utbredningsområde i skogstäckta karstberg i Thailand. Arten anses vara urotningshotad, kategoriserad som sårbar.

## Utseende och läte
Rödbrun karsttimalia är en stor och knubbig timalia. Fjäderdräkten är rostbrun, med svarta streck på strupen och vita streck på ryggen. Arten är lik kortstjärtad smygtimalia, men är större med längre stjärt och tydligare streckning på strupen, men saknar de för den arten karakteristiska vita skulderfläckarna. Sången är en ljudlig och rätt hes serie visslande toner med vissa upprepade fraser, ibland avgivna av par i duett. Även hårda "grrr" kan höras.

## Utbredning och systematik
Fågeln förekommer endast i sydvästra delen av nordöstra Thailand. Den betraktas traditionellt som underart till Gypsophila crispifrons, men urskiljs numera vanligen som egen art.

### Släktestillhörighet
Karsttimaliorna placerades traditionellt i släktet Napothera, men genetiska studier visar att den tillsammans med bergsmygtimalia och kortstjärtad smygtimalia står nära tre arter i Malacocincla. Flera taxonomiska auktoriteter flyttade därför båda grupperna till släktet Turdinus som antogs vara närbesläktat, även om inga av dess arter testats genetiskt. Senare studier har dock visat att de endast är avlägset släkt, varvid rödbrun karsttimalia med släktingar förts till Gypsophila.

## Levnadssätt
Variabel karsttimalia hittas i skogstäckta karstberg. Den födosöker nära marken, ofta i och kring klippskrevor. 

## Status och hot
Arten har ett litet bestånd som uppskattas till 2 500–6 000 vuxna individer. Inom dess utbredningsområde täcker dess habitat endast 200 km2. Gruvdrift har visat sig utgöra ett kritiskt hot mot arten och har redan orsakat lokalt utdöende. Stora delar av dess återstående levnadsmiljö har också föreslagits bli gruvor. Internationella naturvårdsunionen IUCN placerar den i hotkategorin sårbar.